# Paris, Tennessee
Paris är administrativ huvudort i Henry County i Tennessee. Orten har fått sitt namn efter Paris i Frankrike och en av ortens sevärdheter är en 18 meter hög kopia av Eiffeltornet. Paris hade 10 156 invånare enligt 2010 års folkräkning.

## Kända personer från Paris
- Howell Edmunds Jackson, politiker
- James D. Porter, politiker